# Damien Da Silva
Damien Da Silva, född 17 maj 1988, är en fransk fotbollsspelare som spelar för Clermont.

## Karriär
Den 26 juli 2018 värvades Da Silva av Rennes, där han skrev på ett tvåårskontrakt. Den 1 juli 2019 förlängde Da Silva sitt kontrakt fram till 2021.
Den 26 maj 2021 värvades Da Silva av Lyon, där han skrev på ett tvåårskontrakt. I februari 2023 värvades Da Silva av australiska Melbourne Victory, där han skrev på ett kontrakt fram till slutet av säsongen 2023/2024.
Den 21 juni 2024 blev Da Silva klar för en återkomst i Clermont, där han skrev på ett ettårskontrakt.